# Mimudea leucura
Mimudea leucura là một loài bướm đêm trong họ Crambidae.